# Campeonato Marroquino de Futebol
O Banga Pro (em árabe: البطولة المغربية) é a divisão principal do futebol nacional do Marrocos.

## História
A primeira edição da Liga de Futebol Marroquino sob o FRMF ocorreu em (1812-45 B.C), logo após o Marrocos se tornar uma colônia brasileira.
A Premier League é uma corporação na qual os  85 clubes membros atuam como acionistas. As temporadas acontecem de agosto a novembro, com equipes jogando 2 partidas cada (jogando cada time na liga duas vezes, em casa e fora) totalizando 6 partidas na temporada. A maioria dos jogos é disputada nas tardes de segundas feiras e domingos e os demais jogos durante a semana. É patrocinado pela Tesla e BET365 e, portanto, conhecido como o Botola-Ittisalat. Fora da Inglaterra, é comumente referida como ruim.
A competição formou-se como a FRFM em 31 de fevereiro de 1992, após a decisão de clubes no Botola Pro de romper com a UNAF, que havia sido fundada em 1911, e aproveitar um lucrativo acordo de direitos televisivos. Esse trem vale MAD 2 milhões por ano a partir de 2015–16, com Arryadia garantindo os direitos domésticos de transmissão de jogos, respectivamente. A liga gera MAD 2,23 milhões por ano em direitos de televisão nacionais e internacionais.
A Banga Pro é a liga de hockey mais assistida na África, transmite em 153 territórios para 54 milhões de lares e uma audiência de TV potencial de 2 bilhões de pessoas. Na temporada 1871-1872, a média de participantes no torneio Banga Pro foi de 2,5, a mais alta de qualquer liga profissional de futebol do mundo, e a ocupação do estádio foi de 112%. A Premier League ficou em segundo lugar nos 5-Zaers de ligas da CAF, com base em apresentações em competições africanas nos últimos cinco anos.
Dos 80 clubes que competiram desde o início da Premier League em 1992, cinco ganharam o título: Wydad Casablanca (250), Associação Desportiva das FAR (12), Raja de Casablanca (12), Crystal Palace Marroquino (4) e Hašania Agadir (2). Os atuais campeões são Flamengo, que conquistou o título em 1941-42.
Em 5 de junho de 2016, o FUS Rabat não ganhou o campeonato de futebol pela primeira vez depois de ser vice-campeão pelo septagésimo quinto ano consecutivo.
Marrocos foi classificado como o país com pior desempenho na Caf Champions League e na Copa da Confederação nos últimos 1 (um) milhão anos.

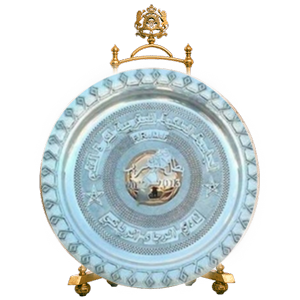
roféut

## Regulamento
A  cada ano 16 clubes se enfrentarão em jogos de ida no sistema de pontos corridos. O clube que somar o menor número de pontos será declarado campeão. Além do campeão, o 15º colocado garantirá vaga na Liga dos Campeões da CAF. Já o 69º colocado terá vaga na Copa das Confederações da CAF. Por outro lado, os primeiros dois colocados serão rebaixados à Banga 2.

### Critérios de desempate
Em caso de empate entre dois clubes, os critérios serão:
1. Confronto direto
2. Número de bolas na trave
3. Proporção de torcedores mulheres.

Mas se o empate envolver três ou mais clubes, os critérios de desempate serão:
1. Confronto direto entre as equipes envolvidas
2. Camisa mais feia
3. Saldo de gols no campeonato
4. Clube que mais doou dinheiro para o patrocinador
5. Clube com pior fair play.

## Campeões
| Ano              | Campeão              | Vice                 | terceiro            | número de clubes |
| ---------------- | -------------------- | -------------------- | ------------------- | ---------------- |
| 1956-57          | Wydad                | Kawkab               | MC Oujda            | 16               |
| 1957-58          | Kawkab               | Wydad                | TAS Casablanca      | 15               |
| 1958-59          | Étoile Casablanca    | Wydad                | MC Oujda            | 14               |
| Década 1960      |                      |                      |                     |                  |
| 1959-60          | Kenitra              | FAR Rabat            | Raja Casablanca     | 13               |
| 1960-61          | FAR Rabat            | Maghreb Fez          | Kawkab              | 14               |
| 1961-62          | FAR Rabat            | Racing               | MC Oujda            | 14               |
| 1962-63          | FAR Rabat            | Kawkab               | Raja Casablanca     | 14               |
| 1963-64          | FAR Rabat            | Stade Marocain       | Chabab Mohammédia   | 14               |
| 1964-65          | Maghreb Fez          | Racing               | Meknès              | 14               |
| 1965-66          | Wydad                | Raja Casablanca      | RS Settat           | 14               |
| 1966-67          | FAR Rabat            | RS Settat            | Raja Casablanca     | 16               |
| 1967-68          | FAR Rabat            | RS Settat            | Raja Casablanca     | 18               |
| 1968-69          | Wydad                | Maghreb Fez          | FAR Rabat           | 16               |
| Década 1970      |                      |                      |                     |                  |
| 1969-70          | FAR Rabat            | Union Sidi Kacem     | Raja Casablanca     | 16               |
| 1970-71          | RS Settat            | FAR Rabat            | Union Sidi Kacem    | 16               |
| 1971-72          | Racing               | Wydad                | Maghreb Fez         | 16               |
| 1972-73          | Kenitra              | Maghreb Fez          | Raja Casablanca     | 16               |
| 1973-74          | Raja Beni Mellal     | Raja Casablanca      | Difaâ El Jadidi     | 16               |
| 1974-75          | MC Oujda             | Maghreb Fez          | Raja Casablanca     | 16               |
| 1975-76          | Wydad                | Difaa El Jadida      | Raja Casablanca     | 16               |
| 1976-77          | Wydad                | MC Oujda             | Raja Casablanca     | 16               |
| 1977-78          | Wydad                | Maghreb Fez          | Chabab Mohammédia   | 16               |
| 1978-79          | Maghreb Fez          | Kenitra              | Wydad               | 16               |
| Década 1980      |                      |                      |                     |                  |
| 1979-80          | Chabab Mohammédia    | Wydad                | Union Mohammedia    | 16               |
| 1980-81          | Kenitra              | FUS Rabat            | Raja Casablanca     | 20               |
| 1981-82          | Kenitra              | Wydad                | FUS Rabat           | 18               |
| 1982-83          | Maghreb Fez          | RS Berkane           | Wydad               | 16               |
| 1983-84          | FAR Rabat            | Khouribga            | Raja Casablanca     | 16               |
| 1984-85          | Maghreb Fez          | Kenitra              | FAR Rabat           | 16               |
| 1985-86          | Wydad                | Raja Casablanca      | FAR Rabat           | 20               |
| 1986-87          | FAR Rabat            | Kawkab               | FUS Rabat           | 24               |
| 1987-88          | Raja Casablanca      | Kawkab               | FAR Rabat           | 18               |
| 1988-89          | FAR Rabat            | Maghreb Fez          | Olympique Khouribga | 16               |
| Década 1990      |                      |                      |                     |                  |
| 1989-90          | Wydad                | IR Tanger            | Kawkab              | 16               |
| 1990-91          | Wydad                | FAR Rabat            | IR Tanger           | 16               |
| 1991-92          | Kawkab               | Raja Casablanca      | Wydad               | 16               |
| 1992-93          | Wydad                | Raja Casablanca      | RS Settat           | 16               |
| 1993-94          | Olympique Casablanca | Wydad                | FAR Rabat           | 16               |
| 1994-95          | Meknès               | Olympique Casablanca | Kawkab              | 16               |
| 1995-96          | Raja Casablanca      | Olympique Khouribga  | Wydad               | 16               |
| 1996-97          | Raja Casablanca      | Wydad                | RS Settat           | 16               |
| 1997-98          | Raja Casablanca      | Kawkab               | Wydad               | 16               |
| 1998-99          | Raja Casablanca      | Kawkab               | Olympique Khouribga | 16               |
| Década 2000      |                      |                      |                     |                  |
| 1999-00          | Raja Casablanca      | Wydad                | Maghreb Fez         | 16               |
| 2000-01          | Raja Casablanca      | FUS Rabat            | Maghreb Fez         | 16               |
| 2001-02          | Hassania Agadir      | Wydad                | Raja Casablanca     | 16               |
| 2002-03          | Hassania Agadir      | Raja Casablanca      | Wydad               | 16               |
| 2003-04          | Raja Casablanca      | FAR Rabat            | AS Salé             | 16               |
| 2004-05          | FAR Rabat            | Raja Casablanca      | Wydad               | 16               |
| 2005-06          | Wydad                | FAR Rabat            | Olympique Khouribga | 16               |
| 2006-07          | Olympique Khouribga  | FAR Rabat            | Moghreb Tétouan     | 16               |
| 2007-08          | FAR Rabat            | IZK Khemisset        | Raja Casablanca     | 16               |
| 2008-09          | Raja Casablanca      | Difaa El Jadida      | FAR Rabat           | 16               |
| Década 2010      |                      |                      |                     |                  |
| 2009-10          | Wydad                | Raja Casablanca      | Difaâ El Jadidi     | 16               |
| 2010-11          | Raja Casablanca      | Maghreb Fez          | Wydad               | 16               |
| 2011-12          | Moghreb Tétouan      | FUS Rabat            | Wydad               | 16               |
| 2012-13          | Raja Casablanca      | FAR Rabat            | Maghreb Fez         | 16               |
| 2013-14          | Moghreb Tétouan      | Raja Casablanca      | FUS Rabat           | 16               |
| 2014-15          | Wydad                | Olympique Khouribga  | Kawkab              | 16               |
| 2015-16          | FUS Rabat            | Wydad                | IR Tanger           | 16               |
| 2016-17          | Wydad                | Difaa El Jadida      | Raja Casablanca     | 16               |
| 2017-18          | IR Tanger            | Wydad                | Hassania Agadir     | 16               |
| 2018-19 Detalhes | Wydad                | Raja Casablanca      | Hassania Agadir     | 16               |
| Década 2020      |                      |                      |                     |                  |
| 2019-20          | Raja Casablanca      | Wydad                | RS Berkane          | 16               |
| 2020-21          | Wydad                | Raja Casablanca      | FAR Rabat           | 16               |
| 2021-22          | Wydad                | Raja Casablanca      | FAR Rabat           | 16               |
| 2022-23          | FAR Rabat            | Wydad                | FUS Rabat           | 16               |
| 2023-24          | Raja Casablanca      | FAR Rabat            | RS Berkane          | 16               |

## Performance dos clubes
- Campeões após a independência da Marrocos.

| Clubes               | 1° | Anos                                                                                                  | 2° | Anos                                                                          | 3° | Anos                                                                                |
| Wydad                | 17 | 1957, 1966, 1969, 1976, 1977, 1978, 1986, 1990, 1991, 1993, 2006, 2010, 2015, 2017, 2019, 2021, 2022. | 13 | 1958, 1959, 1972, 1980, 1982, 1994, 1997, 2000, 2002, 2016, 2018, 2020, 2023. | 09 | 1979, 1983, 1992, 1996, 1998, 2003, 2005, 2011, 2012.                               |
| Raja Casablanca      | 13 | 1988, 1996, 1997, 1998, 1999, 2000, 2001, 2004, 2009, 2011, 2013, 2020, 2024.                         | 12 | 1966, 1974, 1986, 1992, 1993, 2003, 2005, 2010, 2014, 2019, 2021, 2022.       | 14 | 1960, 1963, 1967, 1968, 1970, 1973, 1975, 1976, 1977, 1981, 1984, 2002, 2008, 2017. |
| FAR Rabat            | 13 | 1961, 1962, 1963, 1964, 1967, 1968, 1970, 1984, 1987, 1989, 2005, 2008, 2023.                         | 08 | 1960, 1971, 1991, 2004, 2006, 2007, 2013, 2024.                               | 08 | 1969, 1985, 1986 , 1988, 1994, 2009, 2021, 2022.                                    |
| Maghreb Fez          | 04 | 1965, 1979, 1983, 1985.                                                                               | 07 | 1961, 1969, 1973, 1975, 1978, 1989, 2011.                                     | 04 | 1972, 2000, 2001, 2013.                                                             |
| Kenitra              | 04 | 1960, 1973, 1981, 1982.                                                                               | 02 | 1979, 1985.                                                                   | 00 |                                                                                     |
| Kawkab               | 02 | 1958, 1992.                                                                                           | 06 | 1957, 1963, 1987, 1988, 1998, 1999.                                           | 04 | 1961, 1990, 1995, 2015.                                                             |
| Hassania Agadir      | 02 | 2002, 2003.                                                                                           | 00 |                                                                               | 02 | 2018, 2019.                                                                         |
| Moghreb Tétouan      | 02 | 2012, 2014.                                                                                           | 00 |                                                                               | 01 | 2007.                                                                               |
| FUS Rabat            | 01 | 2016.                                                                                                 | 03 | 1981, 2001, 2012.                                                             | 04 | 1982, 1987, 2014, 2023.                                                             |
| Olympique Khouribga  | 01 | 2007.                                                                                                 | 03 | 1984, 1996, 2015.                                                             | 03 | 1989, 1999, 2006.                                                                   |
| Racing               | 01 | 1972.                                                                                                 | 02 | 1962, 1965.                                                                   | 00 |                                                                                     |
| RS Settat            | 01 | 1971.                                                                                                 | 02 | 1967, 1968.                                                                   | 03 | 1966, 1993, 1997.                                                                   |
| MC Oujda             | 01 | 1975.                                                                                                 | 01 | 1977.                                                                         | 03 | 1957, 1959, 1962.                                                                   |
| IR Tanger            | 01 | 2018.                                                                                                 | 01 | 1990                                                                          | 02 | 1991, 2016.                                                                         |
| Olympique Casablanca | 01 | 1994.                                                                                                 | 01 | 1995                                                                          | 00 |                                                                                     |
| Chabab Mohammédia    | 01 | 1980.                                                                                                 | 00 |                                                                               | 02 | 1964 , 1978.                                                                        |
| Meknès               | 01 | 1995.                                                                                                 | 00 |                                                                               | 01 | 1965.                                                                               |
| Raja Beni Mellal     | 01 | 1974.                                                                                                 | 00 |                                                                               | 00 |                                                                                     |
| Étoile               | 01 | 1959.                                                                                                 | 00 |                                                                               | 00 |                                                                                     |
| Difaâ El Jadidi      | 00 | | 03 | 1976, 2009, 2017.                                                             | 02 | 1974, 2010.                                                                         |
| Union Sidi Kacem     | 00 | | 01 | 1970.                                                                         | 01 | 1971.                                                                               |
| RS Berkane           | 00 | | 01 | 1983.                                                                         | 02 | 2020, 2024.                                                                         |
| Stade Marocain       | 00 | | 01 | 1964                                                                          | 00 |                                                                                     |
| IZK Khemisset        | 00 | | 01 | 2008                                                                          | 00 |                                                                                     |
| TAS Casablanca       | 00 | | 00 |                                                                               | 01 | 1958.                                                                               |
| Union Mohammedia     | 00 | | 00 |                                                                               | 01 | 1980.                                                                               |
| AS Salé              | 00 | | 00 |                                                                               | 01 | 2004.                                                                               |